# Trophonopsis stuarti
Trophonopsis stuarti är en snäckart som först beskrevs av E. A. Smith 1880.  Trophonopsis stuarti ingår i släktet Trophonopsis och familjen purpursnäckor. Inga underarter finns listade i Catalogue of Life.